# Soulgé-sur-Ouette
Soulgé-sur-Ouette è un comune francese di 1 120 abitanti situato nel dipartimento della Mayenne nella regione dei Paesi della Loira.
È bagnato dal fiume Ouette.

## Società

### Evoluzione demografica
Abitanti censiti